# Ideoblothrus amazonicus
Ideoblothrus amazonicus är en spindeldjursart som först beskrevs av Volker Mahnert 1979.  Ideoblothrus amazonicus ingår i släktet Ideoblothrus och familjen spinnklokrypare. Inga underarter finns listade i Catalogue of Life.